# 小行星7320
小行星7320（英語：7320 Potter）是一颗围绕太阳公转的小行星。1978年10月2日，柳德米拉·瓦斯列娜·朱然勒娃在克里米亚发现了此天体。
这颗小行星的绝对星等为122.7040668195568等。